# Paisco Loveno
Paisco Loveno är en ort och kommun i provinsen Brescia i regionen Lombardiet i Italien. Kommunen hade 185 invånare (2018).